# 沭阳医院
沭阳医院，原名为江苏省沭阳县人民医院，是中国江苏省的一所民营医院。医院成立于1936年，2003年由公立医院改制成为民营医院。为国家三级综合医院，位于江苏省沭阳县迎宾大道9号。